# Tom Waddell
Dr. Tom Waddell (1. studenoga 1937. – 11. srpnja 1987.) bio je američki sportaš koji je osnovao Olimpijske igre homoseksualaca 1982. godine u San Franciscu. Međunarodni je sportski događaj kasnije preimenovan u Gay Games nakon što je Olimpijski odbor Sjedinjenih Država  tužio Waddella za uporabu riječi olimpijski. Ovaj sportski događaj održava se svake četiri godine širom svijeta.

## Biografija
Tom Waddell rođen je kao Thomas Flubacher u Patersonu u New Jerseyu u katoličkoj njemačko-američkoj obitelji. Nakon što su mu se roditelji rastali, otišao je živjeti s Gene i Hazel Waddell kod kojih se također zaposlio. Obitelj Waddell posvojila ga je šest godina kasnije. Waddelli su bili vodviljski akrobati, te su i sami ohrabrili Toma da se počne baviti gimnastikom. (Gene Waddell jedan je od muškaraca na poznatoj fotografiji s akrobatima koji balansiraju na vrhu Empire State Buildinga.)
Svjestan svojih homoseksualnih osjećaja u srednjoj je školi Waddell zablistao u atletici kako bi svojim udomiteljima nadoknadio povjerenje i ljubav. U Springfield Collegeu izborio se za stipendiju nižući odlične rezultate u tjelesnom odgoju. Nakon iznenadne smrti svog najboljeg prijatelja i dokapetana gimnastičarske momčadi prebacio se na predmedicinski stupanj. Taj događaj ga je duboko pogodio. U Springfieldu se natjecao u gimnastici i nogometu.
U ljeto 1959. radio je u dječjem kampu u zapadnom Massachusettsu gdje je upoznao svog prvog ljubavnika, 63–godišnjeg socijalista Engea Menakera. Ostali su bliski do kraja Menakerova života koji je završio 1985. u njegovoj devedesetoj godini. Waddell je pohađao medicinsku školu u New Jerseyju na College of Medicine.
Godine 1962. otputovao je, financiran od strane Državnog tajništva Sjedinjenih Američkih Država, na atletsku turneju Afrike.
Godine 1965. interniran je u bolnicu Bet El Hospital (sada Brookdale Hospital), u Brooklynu. Iste je godine otputovao iz Brooklyna u New York da bi sudjelovao u Afroameričkom pokretu za građanska prava (African-American Civil Rights Movement) u gradu Selmi u saveznoj državi Alabami.
Waddell je u vojsci, 1966. postao preventivno-medicinski časnik i padobranac. Upisavši se na tečaj Globalne medicine, pobunio se kada je saznao da će biti isporučen u Vijetnam. Čekajući poziv vojnog suda, neočekivano je poslan kao desetobojac na pripreme za Olimpijske igre 1968. Na Olimpijskim igrama u Mexico Cityju, Waddell je na listi uvršten šesti, među 33 natjecatelja. Oborio je pet vlastitih rekorda u deset disciplina. Nakon otpusta iz vojske, Waddell je radio u rezidencijama Sveučilišta Georgetown (Georgetown University) i Montefiore Hospital (Bronx). Na Georgetownu je istraživao virusne bolesti u Walter Reed Army Medical Center  u Washingtonu.
Godine 1970. upisao je diplomski studij na Sveučilištu Stanford (Stanford University). Tamo je upoznao Briana Leeja s kojim je bio 5 godina u vezi. Godine 1972. na trkačkim susretima na Havajima je ozlijedio koljeno tijekom skoka u vis, kada je završio svoju karijeru kao natjecateljski atletičar.
Godine 1974. Waddell je osnovao privatnu praksu u 18. ulici u četvrti Castro. Iskustvo u medicini omogućilo mu je da lako nađe posao. Također je radio na Bliskom istoku kao medicinski direktor Whittaker Corporationa od 1974. do 1981. godine. Jednim dijelom radio je kao osobni liječnik saudijskog princa i poslovnog čovjeka, nakon čega je postao liječnik olimpijske momčadi Saudijske Arabije na Olimpijskim igrama 1976. u Montrealu. 
Godine 1975. upoznao je arhitekta Charlesa Deatona, svojega budućeg ljubavnika. U lipnju 1976. godine izdanje časopisa People predstavlja ih u svojemu naslovnom članku. Tom i Charles su bili prvi gay par koji se pojavio na naslovnici velikog, nacionalnog magazina. 
Ubrzo nakon povratka u San Francisco 1972., Waddell se pridružio kuglaškoj gay ligi. To ga je inspiriralo da razmisli o organiziranju športskog događaja homoseksualaca po uzoru na Olimpijske igre. Prva Gay Olimpijada trebala se održati u San Franciscu 1982. u obliku športskog natjecanja i umjetničkog festivala. No, nekoliko tjedana prije početka događaja, Olimpijski odbor Sjedinjenih Američkih Država (USOC) tužio je Waddellovu organizaciju zbog uporabe riječi olimpijski. Unatoč činjenici da USOC prethodno nije protestirao kada su druge grupe koristile naziv, tvrdili su da bi im dopuštenje događanja Gay Olimpijskih igara moglo naštetiti. Uspjeli su osigurati sudsku zabranu samo devetnaest dana prije početka prvih igara. Ipak, igre, sada ponovno nazvane Gay Games, krenule su dalje. One su ostvarile veliki uspjeh, možda zato što su istaknule športski karakter, osobna postignuća i inkluzivnost u daleko većoj mjeri nego na Olimpijskim igrama. Godine 1987. Vrhovni sud Sjedinjenih Država, svojom je odlukom presudio u korist USOC-a. Sud je potvrdio USOC-u pravo naplate naknade za sudske troškove od Waddella, zbog čega je bio prisiljen staviti zalog na svoju kuću. (Nekoliko tjedana prije nego što je Waddell umro, USOC se odrekao svoje zakonske naknade i skinuo založno pravo.) 
Godine 1981., dok je osnivao Gay Games, Waddell je upoznao dvoje ljudi s kojima je formirao značajne veze: Prvi je bio čovjek za odnose s javnošću i prikupljanje donacija, Zohn Artman, s kojim je kasnije započeo vezu. Druga je bila lezbijka, atletičarka Sara Lewinstein.  Oboje su čeznuli za vlastitim djetetom, pa su odlučili imati dijete zajedno. Njihova kćer, Jessica, rođena je 1983. U 1980-ima Waddell je bio zaposlen u Gradskoj klinici (City Clinic) u San Franciscu, koja je preimenovana nakon njegove smrti.
Godine 1985. Waddellu je dijagnosticiran AIDS. Da bi zaštitili Jessicu i zakonska prava njezine majke, Waddell i Sara Lewinstein vjenčali su se 1985. Uspio je vidjeti ogroman uspjeh Gay Gamesa II 1986., a čak je i sudjelovao osvojivši zlatnu medalju u disciplini bacanja koplja.
Tom Waddell je umro od AIDS-a 11. srpnja 1987. u dobi od 49 godina u San Franciscu u Kaliforniji. Njegove posljednje riječi bile su: Pa, to bi moglo biti zanimljivo.
Njegova borba protiv HIV-a/AIDS-a jedna je od tema nagrađivanog dokumentarnog zapisa Stories from the Quilt. Sa sportskim piscem Dickom Schaapom Waddell je napisao autobiografiju pod nazivom Gay olimpijac.

## Vanjske poveznice
- Tom Waddel,organizacija  Arhivirana inačica izvorne stranice od 18. kolovoza 2013. (Wayback Machine)
- Kratka biografija na engleskom jeziku  Arhivirana inačica izvorne stranice od 8. travnja 2013. (Wayback Machine)